# Vic Vergeat
Vic Vergeat, all'anagrafe Vittorio (Domodossola, 15 maggio 1951 – Domodossola, 1º novembre 2023), è stato un chitarrista, cantautore e produttore discografico italiano.

## Biografia
Esordì giovanissimo con i piemontesi The Black Birds, autori di un 45 giri beat nel 1966, Dolce Delilah. Si trasferì in seguito a Londra dove collaborò con gli Hawkwind,  poi entrò nei Toad, gruppo hard rock svizzero con i quali registrò alcuni dischi nei primi anni '70, tra i quali l'album Tomorrow Blue. Uscito dal gruppo si trasferì negli Stati Uniti dove registrò un album, Vic Vergat Band, con la produzione di Dieter Dierks (Scorpions) pubblicato dalla Capitol Records che entrò in classifica nella top 50 Rock Charts di Billboard. Formò nei primi anni ottanta i The Bank, band AOR svizzera.
Fece da spalla per alcuni concerti ad alcuni gruppi rock dell'epoca come Aerosmith e Nazareth. Ritornò in Europa e dette vita nel 1992 assieme a Marc Storace dei Krokus al progetto Blue per l'omonimo disco del 1992. Partecipò alla registrazione del disco live D-Frosted dei Gotthard nel 1997.
Con David Hasselhoff fece uscire il disco Pingu Hits nel 1993 dedicata alla serie animata Pingu. Ritornò poi con Marc Storace per la realizzazione dell'album When A Man... del 1998.
Collaborò in seguito come autore e musicista con Gianna Nannini per l'album Cuore. Dal 2000 formò la Vic Vergeat Band con cui incise alcuni brani per 2 tributi a Jimi Hendrix e un doppio album dal vivo. Tra le altre attività scrisse brani per trasmissioni Tv (Le iene). Nel 2006 pubblicò un nuovo disco e Dvd-concerto, Live at Music Village, che lo portò in tour in Russia.
Produsse inoltre dischi di artisti minori come i Sortilege, i Paganini, The Duckies, Magic Dancers e altri.
Vic Vergeat è morto in ospedale a Domodossola il 1º novembre 2023 all'età di 72 anni, dopo una breve malattia.

## Discografia

### Con i Black Birds
- 1967 - Dolce Delilah/Torna verso il sole (45 giri - Durium)

### Con i Toad
- 1971 - Toad
- 1972 - Tomorrow Blue
- 1975 - Dreams
- 1993 - Hate to Hate

### Vic Vergat band
- 1981 - Down to the Bone (EMI Harvest)/(Capitol)

### The Bank
- 1985 - Victims of a Mistery (Phonag)
- 1986 - Stop AIDS (K-Tel)

### Con Marc Storace
- 1992 - Blue (a nome Blue)
- 1998 - When A Man... (BMG)

### Con David Hasselhoff
- 1993 - Pingu Hits (BMG)

### Vic Vergeat band
- 2002 - No Compromise!
- 2002 - Comet Records All Stars - Live at the Torrita Blues Festival 2002
- 2006 - Live at Music Village (Cramps)